# Ак-Даш
Ак-Даш (тув. Ак-Даш) — село в Сут-Хольского кожууне Республики Тыва. Административный центр и единственный населённый пункт Ак-Дашского сумона. Население  677 человек (2007), 5569 (2014).

## География
Уличная сеть
Хемчик пер., ул. Дажы-Серен, ул. Малчын, ул. Найырал, ул. Улуг-Алаак.
К селу административно относятся местечки (населённые пункты без статуса поселения) м. Куртуг-Даш, м. Шат, м. Шеми-Аксы
Географическое положение
Расстояние до:
районного центра Суг-Аксы: 12 км.
столицы республики Кызыл: 234 км.
Ближайшие населенные пункты
Ближайшие населенные пункты
Бора-Тайга 7 км,Алдан-Маадыр 11 км, Суг-Аксы 12 км, Кара-Чыраа 15 км, Чыраа-Бажы 19 км, Теве-Хая 22 км, Кызыл-Тайга (Ак-Аксы) 23 км, Шеми 23 км, Чыргакы 24 км, Баян-Тала 24 км
климат
приравнен к районам Крайнего Севера.

## Население
| 2002 | 2010 | 2011 | 2012 | 2013 | 2014 | 2015 |
| ---- | ---- | ---- | ---- | ---- | ---- | ---- |
| 576  | ↘563 | ↘562 | ↗569 | ↘560 | ↘557 | ↘555 |
| 2016 | 2017 | 2018 | 2019 | 2020 | 2021 |      |
| ↘548 | ↗563 | ↗569 | ↘567 | ↗581 | ↘567 |      |

## Инфраструктура
Образование
МБОУ «Ак-Дашская СОШ» (ул Найырал, 31)
Детский сад общеразвивающего вида «Чечек» (ул Найырал, 48)
сельское хозяйство
Выращивание зерновых и зернобобовых культур: СХК ЧЫЛГЫЧЫ АК-ДАШ, СХК «УЛУГ-АЛААК», СХК «ЧАЛБАК-ШЫК» АК-ДАШ
Культура
Дом культуры. Открыт в 1954 году, в 2017 начали возводить новое здание. В селе развивают хореографию, работают кружки, занимаются несколько коллективов, в том числе фольклорные.
административная деятельность
Администрация села Ак-Даш
Администрация Ак-Дашского сумона (ул Найырал, 37)

## Известные люди
- Гелек Нацык-Доржу  — (в миру —  Сарыглар Сергек Олегович) российский религиозный деятель, IX Верховный лама (Камбы-лама) Тыва (с 22 ноября 2020)[17].